# Boana fuentei
Boana fuentei é uma espécie de anuro da família Hylidae. Endêmica do Suriname, a espécie tem como habitats naturais: floresta úmidas de baixa altitude, savanas pantanosas e rios.